# Institut d'études africaines
Pour les articles homonymes, voir IAS.
L' Institut d'études africaines (Institute of African Studies, IAS) sur le campus de l'université du Ghana à Legon est un institut de recherche interdisciplinaire en sciences humaines et sociales. Il a été créé par le président Kwame Nkrumah en 1962 pour encourager les études africaines. 
Le 25 octobre 1963, le président Kwame Nkrumah a prononcé un discours inaugural à l'Institut, intitulé « Le génie africain », dans lequel il a appelé au rétablissement des traditions africaines et à une approche centrée sur l'Afrique de la connaissance,.  

## Emplacement

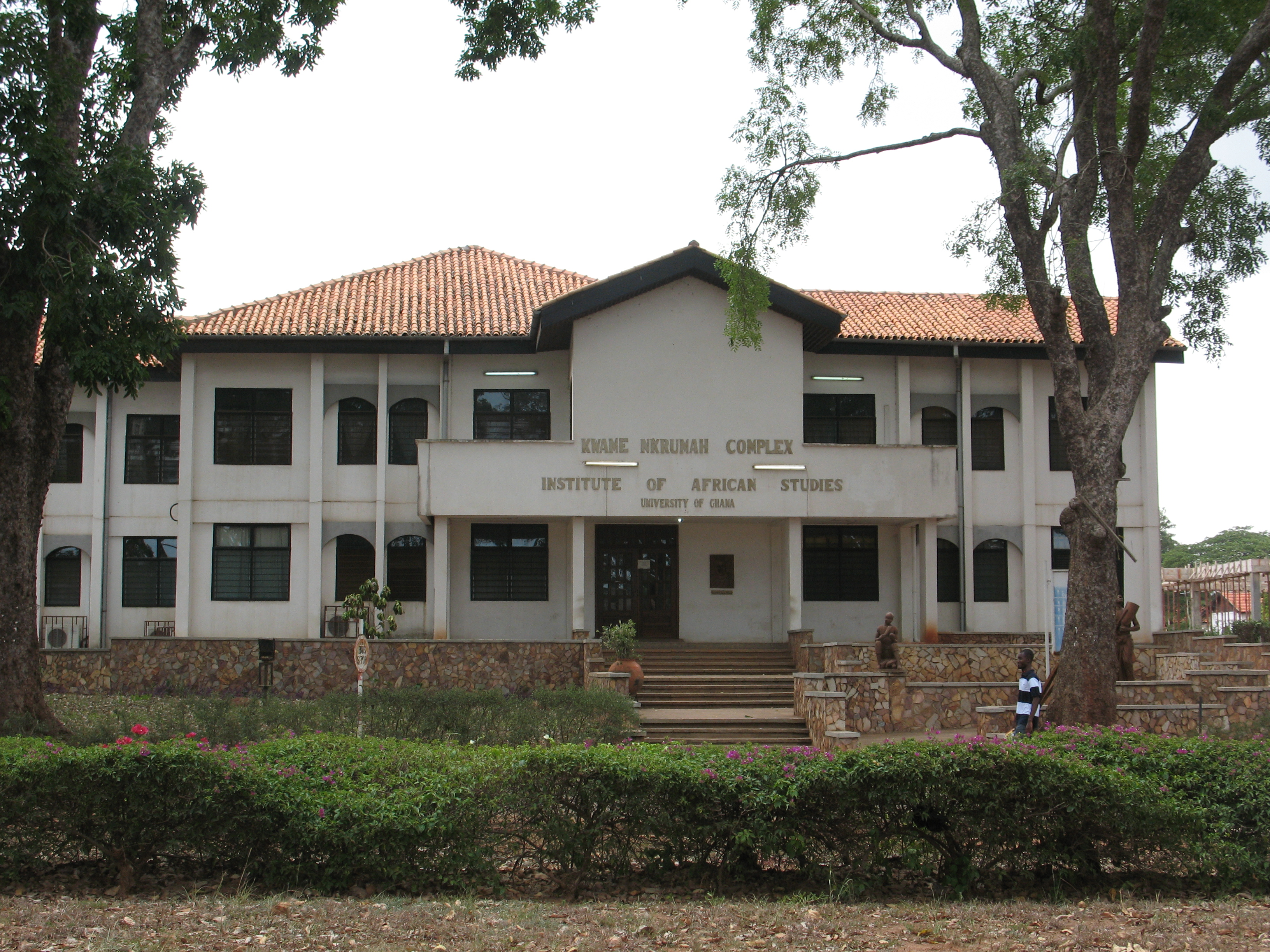
Bâtiment de l'Institut, à Legon.

L'Institut d'études africaines est situé sur le campus principal de Legon de l'université du Ghana sur la route Anne Jiagee. L'Institut a un ancien site et un nouveau site. Le nouveau site, à 100 mètres de l'entrée principale du campus Legon, abrite l'administration de l'Institut et les bureaux de la plupart de ses professeurs. 
L'ancien site abrite la bibliothèque, l'unité d'impression, l'unité de publication et le magasin de l'Institut, les bureaux du Ghana Dance Ensemble et les archives J.H. Kwabena Nketia ,, ainsi que les bureaux de certains programmes internationaux. 
L'Institut publie une revue à comité de lecture, Research Review of the Institute of African Studies. Cette revue est maintenant connue sous le nom de Contemporary Journal of African Studies .  

## Personnalités
- Thomas Lionel Hodgkin (en) a été le premier directeur, de 1962 à 1965.
- Dzodzi Tsikata
- Yaba Badoe
- Esi Sutherland-Addy
- Dzifa Gomashie

## Publications
- (en) Mary Esther Kropp Dakubu, Collected language notes on Dagaare grammar, Legon, Ghana, Institute of African Studies, University of Ghana, 2005, 55 p.
- (en) T. N. N. Accam, Dangme and Klama proverbs (traduits et annotés), Institute of African Studies, Legon, 1972, 2 vol.